# Смарагда Нежинская
Смарагда Нежинская (в миру Ульяна Аврамиевна Онищенко; 2 (15) января 1858, Марковцы Козелецкого уезда Черниговской губернии — 10 мая 1945, Чернигов) — игуменья Нежинского Свято-Введенского женского монастыря (1914—1927, 1941—1943).
3 мая 2014 прославленная Украинской Православной Церковью  в лике местночтимых святых как исповедница.

## Семья и образование
Игуменья Смарагда (в миру Ульяна Аврамиевна Онищенко) родилась 2 (15 января) 1858 года в Марковцах (ныне Бобровицкий район Черниговской области). Родители преподобной Авраам и Мария происходили из казацкого рода. В семье Онищенко было 7 детей. С ранних лет родители воспитывали своих детей в благочестии, любви к Богу и ближним. Когда Ульяне исполнилось 7 лет, от тяжёлой болезни умер её отец, и семья оказалась в затруднительном положении: за долги пришлось продать последнюю кормилицу — корову. Маленькая Ульяна часто болела, и мать боялась, что её дочь не останется в живых. Для девочки был уже даже заготовлен гроб.
В1863 году, возложив всю надежду на волю Божию, по совету местного священника мать увезла дочь в училище для девочек-сирот при Свято-Введенском девичьем монастыре города Нежин. Матушка вспоминала впоследствии, что из имущества при ней была только гроб. Окрепнув духом и телом, Ульяна стала прилежно учиться, старательно выполнять указания наставниц. С нежностью вспоминала матушка Смарагда свои юные годы:

«В монастыре я получила и воспитание, и образование,… научилась рисовать, вязать, вышивать, малярным работам, живописи, пению, чтению…».

## Служение
После успешного окончания училища Ульяна Онищенко поступила послушницей в Введенский монастырь в Нежине, где, по некоторым данным, в 1876 году (в возрасте 18 лет) после прохождения надлежащего послушания удостоилась ангельского чина, а со временем получила послушание благочинной монастыря. Много потрудилась преподобная на благо обители и её сестёр.
Согласно списку, который в конце 1878 года предоставила тогдашняя настоятельница монастыря Смарагда, послушница Іуліянія Онишенкова вместе со многими сёстрами (монахинями и послушницами) трудилась в военном лазарете, который был открыт при монастыре для раненых в русско-турецкой войне (1877—1878).
В 1914 году, после смерти игуменьи Валентины (по другим данным — Анны), сёстры обители избрали единогласно благочинную монахиню Смарагду своей новой настоятельницей. Преподобная долго не решалась взять на себя этот ответственное послушание и согласилась лишь после слёзных просьб сестёр и всенощных молитв перед чтимой иконой Божией Матери. Став игуменьей, матушка Смарагда не переставала проявлять глубокое смирение: она не переехала в настоятельские покои, а осталась жить в своей бывшей монашеской келье. Несмотря на высокое положение игуменьи преподобная продолжала трудиться наравне со всеми сёстрами.
На время игуменства матушки Смарагды выпали самые трагические годы истории монастыря. Лишь благодаря милости Божией, духовной мудрости и особой рассудительности преподобной обитель долгое время продолжала существовать вопреки яростным нападениям безбожников.
В 1922 году, во время большевистской кампании по изъятию церковных ценностей, игуменья Смарагда была арестована. Следователь пытался «выбить» из игуменьи показания против сестёр и духовенства, но матушка была непреклонна. На допросах преподобная вела себя спокойно, с простотой и смирением отвечала на вопросы следователей, пытаясь отвести гнев советской власти от монастыря с 200 насельницами. После многочасовых допросов, пыток и побоев следователям показалось, что матушка Смарагда умерла. Монахиням разрешили забрать её тело. Когда преподобную привезли в монастырь для погребения, она вдруг ожила. Явное чудо не вразумило гонителей, и наутро исповедницу снова забрали в тюрьму. Несмотря на полное отсутствие состава преступления, Суд Революционного Трибунала, который состоялся 13-17 мая 1922 года в Чернигове, приговорил преподобную Смарагду к 3 годам лишения свободы. Свидетельством всеобщей народной любви к матушке были многочисленные просьбы от прихожан нежинских храмов о её освобождении из тюрьмы.
Из сообщения о процессе в обновленческом издании «Живая Церковь», Судебные процессы. Нежинское дело № 3 (15), с. 20:

«17 мая 1922г. Судебные процессы. Нежинское дело. 
     В местном Ревтрибунале слушалось дело группы духовенства города Нежина, 
     Черниговской губернии об утайке 226 серебряных подвесков с драгоценными 
     камнями и других ценностей. Ценности были обнаружены на квартире старосты и 
     казначея Твердовского. Твердовский приговорён к заключению в дом принудительных 
     работ на 5 лет, игуменья Введенского монастыря — на 3 года, протоиерей 
     Вербицкий — на 2 года и ризничая Шабанова — на 1 год (№ 55).»

После отбытия срока заключения игуменья Смарагда вернулась в свой монастырь и сразу взялась за ремонт монастырских зданий. Однако относительно спокойная жизнь сестёр обители продолжалась недолго. Уже в 1927 году Нежинский Введенский монастырь был окончательно закрыт, его храмы и помещения были переданы под артиллерийский склад, а монахинь заставили разойтись по своим домам. 80 насельниц преклонного возраста, которым некуда было возвращаться, во главе с игуменьей Смарагдой переселили в Козелецкий Георгиевский женский монастырь.
В 1930 году матушка Смарагда была вторично арестована, на этот раз «за антисоветскую агитацию». Старенькую игуменью содержали под стражей в холодной камере, что окончательно подорвало здоровье преподобной. Следствием состава преступления установлено не было, и в 1933 году матушку должны были освободить. Игуменья Смарагда вместе с 4 сёстрами поселилась в городе Козельце на частной квартире, где продолжала свой монашеский подвиг. По воспоминаниям современников, преподобная «была земным ангелом, в ней не было ничего земного, мирского, она была благородная, молчаливая, несла людям мир Христов».
Во время Великой Отечественной войны, когда немецкие оккупанты дали возможность открывать храмы и монастыри, игуменья Смарагда с сёстрами вернулась в свою родную обитель. Сёстры застали монастырь в изуродованном виде, но снова с благословения матушки принялись за ремонт. Уже осенью 1941 года был открыт Введенский собор, для которого силами сестёр и богомольцев были сделаны окна, двери, иконостас и прочее. В монастыре собралось 18 насельниц. Священник монастыря протоиерей Василий Бугаевский, который чудом спасся в годы гонений на Церковь, стал совершать регулярные Богослужения.
В сентябре 1943 года монастырь был вновь закрыт, в этот раз игуменья Смарагда была вынуждена переехать в Чернигов. Матушка поселилась неподалёку от Троице-Ильинского женского монастыря. В беседах с сёстрами, которые подвизались вместе с ней, преподобная часто вспоминала о своей родной Введенской обители и говорила, что наступит время, когда монастыри и храмы откроют, а её останки будут покоиться в Нежине, где прошла большая часть её жизни. Предвидя свою близкую кончину, игуменья Смарагда просила похоронить её на монашеском кладбище, при этом просила, чтобы гроб закапывали неглубоко, поскольку придётся её дважды переносить. Эти слова были непонятны, но когда 10 января 1945 года преподобная Смарагда мирно отошла к Господу, её просьбу выполнили.

## Канонизация
1969 года городские власти Чернигова приняли решение закрыть монастырское кладбище и устроить на его месте парк. Родственникам предложили перенести тела покойных на вновь открытое кладбище «Яловщина». Тогда и вспомнили пророчество матушки. Копать пришлось недолго, поскольку гроб был найден на глубине всего 1 метра. Когда монахини закрытого Черниговского Троицкого женского монастыря во главе с будущей настоятельницей Елецкого женского монастыря Чернигова игуменьей Амвросией (Иваненко) открыли гроб преподобной Смарагды, были поражены увиденным — её тело оказалось нетленным.
В 1998 году преподобную Смарагду реабилитировали.
16 ноября 2011 года по благословению Блаженнейшего Митрополита Киевского и всея Украины Владимира состоялось перезахоронение честных останков бывшей настоятельницы Нежинского Введенского женского монастыря игуменьи Смарагды с кладбища «Яловщина» города Чернигова на территорию Нежинского Введенского женского монастыря.
8 мая 2012 года Священный Синод Украинской Православной Церкви  постановил (журнал № 32 от 8.05.2012) причислить к лику святых подвижницу благочестия игуменью Смарагду (Онищенко), а останки её считать святыми мощами. Также принято память святой преподобной Смарагды Нежинской, исповедницы, совершать в день её прославления.
3 мая 2014 года во Введенском женском монастыре состоялись торжества по случаю прославление в лике святых преподобной Смарагды Нежинской, исповедницы. По благословению Местоблюстителя Киевской митрополичьей кафедры митрополита Черновицкого и Буковинского Онуфрия Божественную литургию возглавил управляющий делами Украинской Православной Церкви митрополит Бориспольский и Броварской Антоний. Честные мощи преподобной Смарагды Нежинской будут постоянно находиться во Введенском женском монастыре.
10 мая 2014 года Преосвященнейший Епископ Нежинский и Прилуцкий Ириней освятил Успенский храм УПЦ  и подарил икону с частицей мощей преподобной Смарагды Нежинской, которая родилась в Марковцах.
19 июня 2014 года Священный Синод Украинской Православной Церкви под председательством Местоблюстителя Киевской митрополичьей кафедры Высокопреосвященнейшего митрополита Черновицкого и Буковинского Онуфрия принял благословить внесение имени преподобной Смарагды Нежинской, исповедницы, в месяцеслов Украинской Православной Церкви с установлением ещё одного дня памяти 28 декабря / 10 января (старый/новый стиль), в день её блаженной кончины (журнал № 20 от 19.06.2014).